# Juncus nevadensis
Juncus nevadensis är en tågväxtart som beskrevs av Sereno Watson. Juncus nevadensis ingår i släktet tåg, och familjen tågväxter. Inga underarter finns listade i Catalogue of Life.

## Bildgalleri

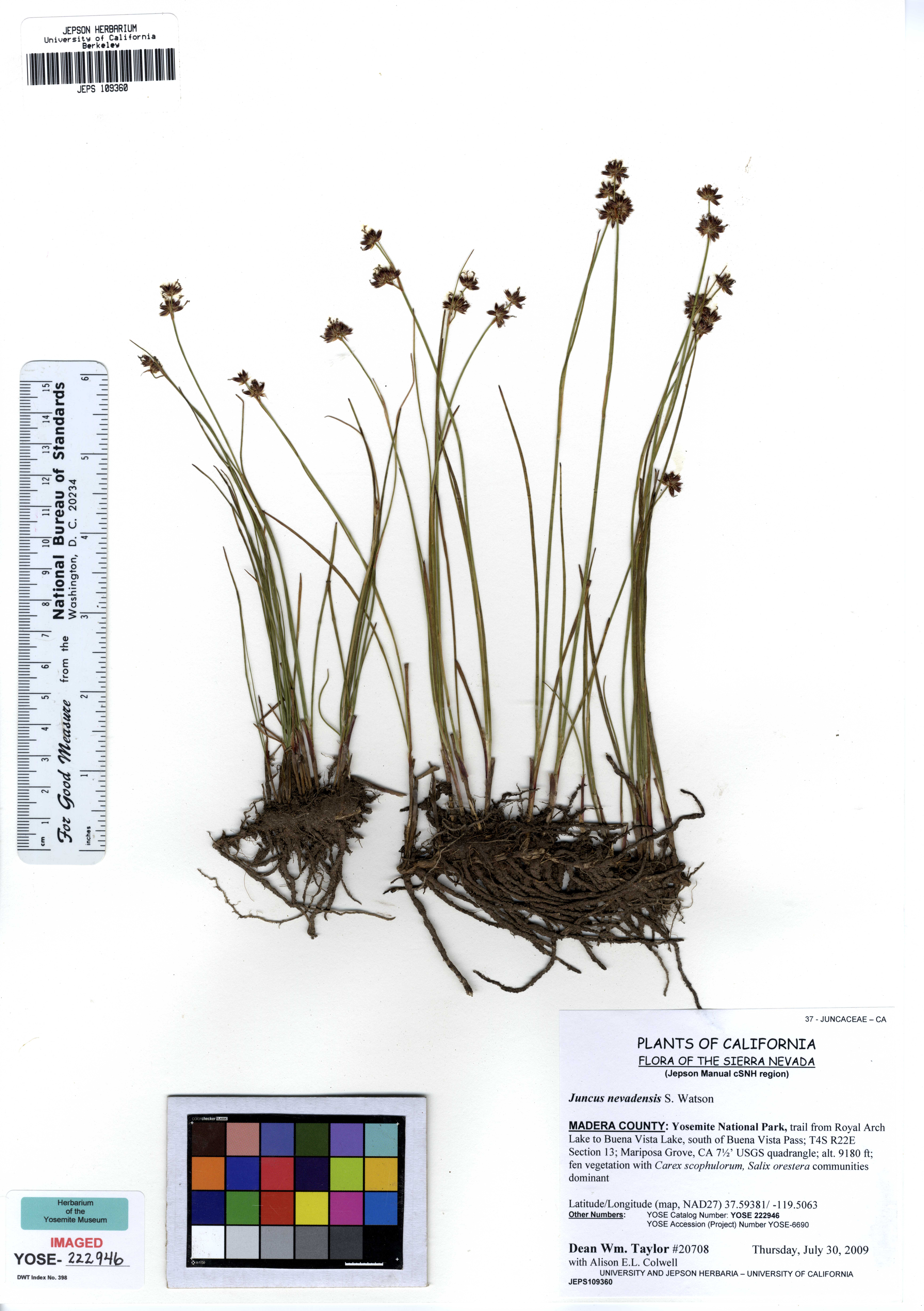